# Базилевич Віктор Дмитрович
Ві́ктор Дми́трович Базиле́вич (1949, Кіровськ (Луганська область)) —  доктор економічних наук, професор, Заслужений діяч науки і техніки України, академік АН ВШ України з 2005 р, член-кореспондент НАН України. Декан економічного факультету Київського національного університету імені Тараса Шевченка (2015 - 2017 рр.).

## Біографічні відомості
Народився у 1949 р. в Кіровську Луганської області у сім'ї шахтаря.
- 1964—1968 рр. — студент Дніпропетровського хіміко-механічного технікуму.
- 1972—1976 рр. — студент економічного факультету Київського державного університету імені Тараса Шевченка (диплом з відзнакою).
- 1976—1978 рр. — аспірант економічного факультету Київського державного університету імені Тараса Шевченка. У 1978 році захистив кандидатську дисертацію. У 1999 р. захистив докторську дисертацію.

Трудова діяльність
- Після закінчення технікуму працював за розподілом на калійному комбінаті м. Стебник Львівської області. 2 роки служив в армії.
- 1978—1983 рр. — асистент кафедри політекономії економічного факультету.
- 1983—1985 рр. — доцент цієї ж кафедри.
- 1985—2002 рр. — проректор з навчальної роботи Київського національного торговельно-економічного університету.
- 1998—2002 рр. — завідувач кафедри економічної теорії Київського національного торговельно-економічного університету.
- 1991—1995 рр. — депутат Київської міської Ради народних депутатів.
- 2002—2021 рр. — професор кафедри економічної теорії економічного факультету Київського національного університету імені Тараса Шевченка.
- 2003—2007 рр. — завідувач кафедри економічної теорії Київського національного університету імені Тараса Шевченка.
- з 2003 р. до 2008 р. — декан економічного факультету Київського національного університету імені Тараса Шевченка.
- в 2008 р. — проректор Київського національного університету імені Тараса Шевченка.
- з 2008 р. до 2018р. — декан економічного факультету Київського національного університету імені Тараса Шевченка.

Читав лекції та проводив семінарські заняття з курсів «Економічна теорія», спецкурсів «Актуальні проблеми економічної теорії», «Інтелектуальна власність».

## Окремі праці
Головний редактор серії Економіка Вісника Київського університету.
Страхування: Підручник/ За ред. В. Д. Базилевича. — Київ: Знання, 2008. — 1019 с. ISBN 978-966-346-449-7

## Відзнаки та нагороди
- Заслужений діяч науки і техніки України (2005);
- лауреат Державної премії України в галузі науки і техніки (2006);
- Лауреат Премії НАН України імені М. І. Туган-Барановського (2013)
- нагороджений знаком «Відмінник освіти України»;
- нагрудним знаком Міністерства освіти і науки України «За наукові досягнення»;
- Орденом князя Ярослава Мудрого V ступеня АН ВШ України (2009);
- нагрудним знаком Академії педагогічних наук України «Ушинський К. Д.»;
- відзнакою МОН України «Петро Могила»;
- відзнакою Ліги страхових організацій України «За вклад у розвиток страхування»;
- почесною грамотою Міністерства освіти України.